# Democracia interna de los partidos políticos
Democracia interna se refiere a la presencia de los principios del sistema democrático en el interior de las organizaciones políticas, teniendo en cuenta los factores sociales que intervienen (partidos políticos, órganos del partido, militantes y no militantes) y sus relaciones, así como el apoyo del pueblo a través del voto. Al mismo tiempo, incluye todo aquel conjunto de fundamentos jurídico-políticos, disposiciones normativas y medidas políticas tendentes a garantizar las elecciones de cargos del partido y cargos públicos, la decisión de contenido y la rendición de cuentas de manera democrática.
Para analizar la democracia interna de un partido debemos considerar al menos:
- La transparencia. Dejar visible, por ejemplo a través de una página web, la información sobre las actividades del partido
- La participación en la toma de decisiones. Permitir que los afiliados, mediante mecanismo de votación, puedan participar en las decisiones
- La participación en la etapa de deliberación. Permitir la participación de los afiliados en las discusiones, por ejemplo a través de foros de discusión, para plantear las propuestas. Es necesario para que la participación en la toma de decisiones sea efectiva y no se convierta en propaganda y reafirmación de decisiones previamente tomadas por los dirigentes.

## Introducción
La adopción de los principios de la democracia interna implica la inclusión de competencia; valores democráticos como, la libertad de expresión y de elección de sus miembros; o una voluntad partidista que permita el ejercicio de un control político. Así pues, se pueden establecer cuatro condiciones básicas y necesaria para la existencia de democracia interna:
1. Transparencia.

Esto anterior queda plasmado en el art.7 de la Ley Orgánica 6/2002, de Partidos Políticos y, especialmente, en el artículo primero de dicha ley que establece que; "1. La estructura interna y el funcionamiento de los partidos políticos deberán ser democráticos".
Por último, hay que tener en cuenta y distinguir los términos de democracia interna y democracia interpartidaria, siendo el primero lo descrito en el párrafo anterior y los segundo, el comportamiento democrático del partido en el sistema político; y pudiendo ir ligados o no.
De acuerdo con Espejel, las investigaciones académicas en torno a la democracia interna puedes clasificarse en tres tipos: 1) estudios enfocados en el deber ser, 2) los interesados en lo que puede ser (1 y 2 constituyen los estudios jurídicos) y 3) los que ponen énfasis en lo que es la democracia interna (se trata de los estudios politológicos). En el primer caso, se trata de investigaciones que ponen su atención en las reformas estatutarias que deben realizarse en los partidos, a fin de normar a) la participación de los militantes en las decisiones, b) la protección de derechos al interior del partido, así como c) el control político del militante hacia el dirigente. En el segundo tipo de trabajos, normalmente se hace una evaluación de los estatutos partidistas, dando cuenta de qué tan democráticos son. No obstante, su limitación es no atender la realidad partidaria, cuestión que aborda el tercer tipo de trabajos.

## Partidos mayoritarios de España

### Elección de Cargos
La L.O. de Partidos Políticos establece en el Capítulo II una serie de requisitos indispensables y de obligado cumplimiento, tanto de elegibilidad como para la elección de cargos. Estos vienen detallados en los artículos:
- 7.3: "Los órganos directivos de los partidos se determinarán en los estatutos y deberán ser provistos mediante sufragio libre y secreto"
- 8.1: "Los miembros de los partidos políticos deben ser personas físicas, mayores de edad, y no tener limitada ni restringida su capacidad de obrar. Todos tendrán iguales derechos y deberes".

La elección de los cargos se lleva a cabo mediante elecciones periódicas directas o indirectas, y que podemos clasificar en tres tipos:
- Elecciones primarias abiertas: con voto universal, libre, directo y secretos de afiliados y no afiliados.
- Elecciones primarias cerradas: con voto universal, libre, directo y secreto de afiliados.
- Elecciones indirectas: elecciones a través de , delegado elegido, con anterioridad, por los órganos del partido, afiliados, norma interna de organización, etc.

Por otro lado nos encontramos los mecanismos o reglas estructurales internas de cada partido en las que se establece las formas de reparto de cargos en elecciones por listas. Así, como norma general, nos encontramos dos formas básicas de reparto:
1. Reparto proporcional: en el que se reparten los cargos en función del número de votos, pudiendo haber o no un requisito de mínimos.
2. Reparto de la fórmula mayoritaria pura: en el que todos los cargos son para la lista más votada.

### Transparencia Interna
Tanto la Constitución española como la Ley Orgánica de Partidos Políticos y la LOFAGE (Ley de Organización y Funcionamiento de la Administración General del Estado) establecen una serie de principios según los cuales han de regirse las administraciones públicas, pero en ninguna de ellas hay un requerimiento explícito sobre la actuación interna de los partidos, exceptuando el mencionado anteriormente que obliga a éstos a estar sometidos a los procesos democráticos, inclusive internamente.

### Partido Popular (PP)
Partido Popular